# 佐藤祐介 (音楽家)
佐藤 祐介（さとう ゆうすけ、1989年3月24日 -2024年4月19日 ）は、福島県出身のピアニスト。

## 略歴
ピアニストとしては珍しく、12歳よりピアノをはじめた。フランスやドイツでコンクールに出場したことをきっかけに、14歳から本格的にピアニストを志す。その一年後の15歳にバッハのフーガの技法やジェフスキーなどのプログラムによるデビューリサイタルを開催し、福島県での若手には異例の800人以上を動員をした。
第10回現代音楽演奏コンクール「競楽X」(日本現代音楽協会、朝日新聞社主催)において優勝。第22回朝日現代音楽賞。また、第9回チェコ音楽コンクールピアノ部門優勝をはじめ、国内外の数々のピアノコンクールで受賞。

## レパートリー
バロックから現代音楽までの幅広いレパートリーを持つ。チェコ音楽のドゥシークやスラヴィツキー、スーク、また、三善晃や矢代秋雄、権代敦彦、鈴木純明といった邦人作曲家の作品も採り上げている。

## クラシック以外の活動
「Yu-suke Project」「Red≠Eden」の代表として活動し、数々のライヴに出演。現在までに数々のCDをリリース、プロデュース活動を行う。
作曲家およびピアニストとして自身のプロデュースによる音楽プロジェクトYu-suke project等で活動。プロデューサーであるYu-sukeが自らメンバーとして参加し、サポートメンバーを加えたプロジェクトは、クラシックサイドとデジタル・ミュージックサイドで構成された。
デジタル・ミュージックにクラシック音楽の要素を取り入れた新たなジャンル『テクノラシック』を創始するなど、Yu-sukeの非凡な才能から異色のプロジェクトとして注目を集めた。
Yu-sukeが手掛けた『テクノラシック』ユニット、「Red≠Eden」はCD制作を主として活動。全ての活動を2006年に休止していたが、2009年活動再開。

## エピソード
- 12歳までピアノに触れたことはなく、楽譜さえ読めなかった。
- 作曲家の湯浅譲二と同じ郡山市立郡山第二中学校出身。